# محمود علي (سياسي)
محمود علي هو سياسي هندي، ولد في 3 مارس 1952 في حيدر آباد في الهند. نشط حزبياً في Bharat Rashtra Samithi ‏.